# Medaglie dei Campionati mondiali di nuoto - Stile libero
In questa pagina sono elencate tutte le medaglie ottenute da atleti di sesso maschile e femminile nella specialità dello stile libero nelle varie edizioni dei Campionati mondiali di nuoto in vasca lunga, a partire dall'edizione del 1976.

## Podi maschili

### 50 metri
| Edizione        | Oro                                      | Argento                                             | Bronzo                                                    |
| --------------- | ---------------------------------------- | --------------------------------------------------- | --------------------------------------------------------- |
| Madrid 1986     | Tom Jager ( Stati Uniti)                 | Dano Halsall ( Svizzera)                            | Matt Biondi ( Stati Uniti)                                |
| Perth 1991      | Tom Jager ( Stati Uniti)                 | Matt Biondi ( Stati Uniti)                          | Gennadij Prigoda ( Unione Sovietica)                      |
| Roma 1994       | Aleksandr Popov ( Russia)                | Gary Hall Jr. ( Stati Uniti)                        | Raimundas Mažuolis ( Lituania)                            |
| Perth 1998      | Bill Pilczuk ( Stati Uniti)              | Aleksandr Popov ( Russia)                           | Ricardo Busquets ( Porto Rico) Michael Klim ( Australia)  |
| Fukuoka 2001    | Anthony Ervin ( Stati Uniti)             | Pieter van den Hoogenband ( Paesi Bassi)            | Roland Schoeman ( Sudafrica) Tomohiro Yamanoi ( Giappone) |
| Barcellona 2003 | Aleksandr Popov ( Russia)                | Mark Foster ( Regno Unito)                          | Pieter van den Hoogenband ( Paesi Bassi)                  |
| Montreal 2005   | Roland Schoeman ( Sudafrica)             | Duje Draganja ( Croazia)                            | Bartosz Kizierowski ( Polonia)                            |
| Melbourne 2007  | Benjamin Wildman-Tobriner ( Stati Uniti) | Cullen Jones ( Stati Uniti)                         | Stefan Nystrand ( Svezia)                                 |
| Roma 2009       | César Cielo Filho ( Brasile)             | Frédérick Bousquet ( Francia)                       | Amaury Leveaux ( Francia)                                 |
| Shanghai 2011   | César Cielo Filho ( Brasile)             | Luca Dotto ( Italia)                                | Alain Bernard ( Francia)                                  |
| Barcellona 2013 | César Cielo Filho ( Brasile)             | Vladimir Morozov ( Russia)                          | George Bovell ( Trinidad e Tobago)                        |
| Kazan 2015      | Florent Manaudou ( Francia)              | Nathan Adrian ( Stati Uniti)                        | Bruno Fratus ( Brasile)                                   |
| Budapest 2017   | Caeleb Dressel ( Stati Uniti)            | Bruno Fratus ( Brasile)                             | Benjamin Proud ( Regno Unito)                             |
| Gwangju 2019    | Caeleb Dressel ( Stati Uniti)            | Bruno Fratus ( Brasile) Kristián Goloméev ( Grecia) |                                                           |
| Budapest 2022   | Benjamin Proud ( Regno Unito)            | Michael Andrew ( Stati Uniti)                       | Maxime Grousset ( Francia)                                |
| Fukuoka 2023    | Cameron McEvoy ( Australia)              | Jack Alexy ( Stati Uniti)                           | Benjamin Proud ( Gran Bretagna)                           |

- Atleta più premiato: César Cielo Filho ( Brasile)
- Nazione più medagliata:  Stati Uniti (7 , 6 , 1 )

### 100 metri
| Edizione           | Oro                                              | Argento                                  | Bronzo                            |
| ------------------ | ------------------------------------------------ | ---------------------------------------- | --------------------------------- |
| Belgrado 1973      | Jim Montgomery ( Stati Uniti)                    | Michel Rousseau ( Francia)               | Michael Wenden ( Australia)       |
| Cali 1975          | Andy Coan ( Stati Uniti)                         | Vladimir Bure ( Unione Sovietica)        | Jim Montgomery ( Stati Uniti)     |
| Berlino Ovest 1978 | David McCagg ( Stati Uniti)                      | Jim Montgomery ( Stati Uniti)            | Klaus Steinbach ( Germania Ovest) |
| Guayaquil 1982     | Jörg Woithe ( Germania Est)                      | Rowdy Gaines ( Stati Uniti)              | Per Johansson ( Svezia)           |
| Madrid 1986        | Matt Biondi ( Stati Uniti)                       | Stéphane Caron ( Francia)                | Tom Jagger ( Stati Uniti)         |
| Perth 1991         | Matt Biondi ( Stati Uniti)                       | Tommy Werner ( Svezia)                   | Giorgio Lamberti ( Italia)        |
| Roma 1994          | Aleksandr Popov ( Russia)                        | Gary Hall Jr. ( Stati Uniti)             | Gustavo Borges ( Brasile)         |
| Perth 1998         | Aleksandr Popov ( Russia)                        | Michael Klim ( Australia)                | Lars Frölander ( Svezia)          |
| Fukuoka 2001       | Anthony Ervin ( Stati Uniti)                     | Pieter van den Hoogenband ( Paesi Bassi) | Lars Frölander ( Svezia)          |
| Barcellona 2003    | Aleksandr Popov ( Russia)                        | Pieter van den Hoogenband ( Paesi Bassi) | Ian Thorpe ( Australia)           |
| Montreal 2005      | Filippo Magnini ( Italia)                        | Roland Schoeman ( Sudafrica)             | Ryk Neethling ( Sudafrica)        |
| Melbourne 2007     | Filippo Magnini ( Italia) Brent Hayden ( Canada) |                                          | Eamon Sullivan ( Australia)       |
| Roma 2009          | César Cielo Filho ( Brasile)                     | Alain Bernard ( Francia)                 | Frédérick Bousquet ( Francia)     |
| Shanghai 2011      | James Magnussen ( Australia)                     | Brent Hayden ( Canada)                   | William Meynard ( Francia)        |
| Barcellona 2013    | James Magnussen ( Australia)                     | James Feigen ( Stati Uniti)              | Nathan Adrian ( Stati Uniti)      |
| Kazan 2015         | Ning Zetao ( Cina)                               | Cameron McEvoy ( Australia)              | Federico Grabich ( Argentina)     |
| Budapest 2017      | Caeleb Dressel ( Stati Uniti)                    | Nathan Adrian ( Stati Uniti)             | Mehdy Metella ( Francia)          |
| Gwangju 2019       | Caeleb Dressel ( Stati Uniti)                    | Kyle Chalmers ( Australia)               | Vladislav Grinëv ( Russia)        |
| Budapest 2022      | David Popovici ( Romania)                        | Maxime Grousset ( Francia)               | Joshua Liendo ( Canada)           |
| Fukuoka 2023       | Kyle Chalmers ( Australia)                       | Jack Alexy ( Stati Uniti)                | Maxime Grousset ( Francia)        |
| Doha 2024          | Pan Zhanle ( Cina)                               | Alessandro Miressi ( Italia)             | Nándor Németh ( Ungheria)         |
| Singapore 2025     | David Popovici ( Romania)                        | Jack Alexy ( Stati Uniti)                | Kyle Chalmers ( Australia)        |

- Atleta più premiato: Aleksandr Popov ( Russia)
- Nazione più medagliata:  Stati Uniti (8 , 6 , 3 )

### 200 metri
| Edizione           | Oro                               | Argento                                  | Bronzo                                                  |
| ------------------ | --------------------------------- | ---------------------------------------- | ------------------------------------------------------- |
| Belgrado 1973      | Jim Montgomery ( Stati Uniti)     | Kurt Krumpholz ( Stati Uniti)            | Roger Pyttel ( Germania Est)                            |
| Cali 1975          | Tim Shaw ( Stati Uniti)           | Bruce Furniss ( Stati Uniti)             | Brian Brinkley ( Regno Unito)                           |
| Berlino Ovest 1978 | Bill Forrester ( Stati Uniti)     | Rowdy Gaines ( Stati Uniti)              | Sergej Kopljakov ( Unione Sovietica)                    |
| Guayaquil 1982     | Michael Gross ( Germania Ovest)   | Rowdy Gaines ( Stati Uniti)              | Jörg Woithe ( Germania Est)                             |
| Madrid 1986        | Michael Gross ( Germania Ovest)   | Sven Lodziewski ( Germania Est)          | Matt Biondi ( Stati Uniti)                              |
| Perth 1991         | Giorgio Lamberti ( Italia)        | Steffen Zesner ( Germania)               | Artur Wojdat ( Polonia)                                 |
| Roma 1994          | Antti Kasvio ( Finlandia)         | Anders Holmertz ( Svezia)                | Danyon Loader ( Nuova Zelanda)                          |
| Perth 1998         | Michael Klim ( Australia)         | Massimiliano Rosolino ( Italia)          | Pieter van den Hoogenband ( Paesi Bassi)                |
| Fukuoka 2001       | Ian Thorpe ( Australia)           | Pieter van den Hoogenband ( Paesi Bassi) | Klete Keller ( Stati Uniti)                             |
| Barcellona 2003    | Ian Thorpe ( Australia)           | Pieter van den Hoogenband ( Paesi Bassi) | Grant Hackett ( Australia)                              |
| Montreal 2005      | Michael Phelps ( Stati Uniti)     | Grant Hackett ( Australia)               | Ryk Neethling ( Sudafrica)                              |
| Melbourne 2007     | Michael Phelps ( Stati Uniti)     | Pieter van den Hoogenband ( Paesi Bassi) | Tae Hwan Park ( Corea del Sud)                          |
| Roma 2009          | Paul Biedermann ( Germania)       | Michael Phelps ( Stati Uniti)            | Danila Izotov ( Russia)                                 |
| Shanghai 2011      | Ryan Lochte ( Stati Uniti)        | Michael Phelps ( Stati Uniti)            | Paul Biedermann ( Germania)                             |
| Barcellona 2013    | Yannick Agnel ( Francia)          | Conor Dwyer ( Stati Uniti)               | Danila Izotov ( Russia)                                 |
| Kazan 2015         | James Guy ( Regno Unito)          | Sun Yang ( Cina)                         | Paul Biedermann ( Germania)                             |
| Budapest 2017      | Sun Yang ( Cina)                  | Townley Haas ( Stati Uniti)              | Aleksandr Krasnych ( Russia)                            |
| Gwangju 2019       | Sun Yang ( Cina)                  | Katsuhiro Matsumoto ( Giappone)          | Martin Maljutin ( Russia) Duncan Scott ( Gran Bretagna) |
| Budapest 2022      | David Popovici ( Romania)         | Hwang Sun-woo ( Corea del Sud)           | Thomas Dean ( Gran Bretagna)                            |
| Fukuoka 2023       | Matthew Richards ( Gran Bretagna) | Thomas Dean ( Gran Bretagna)             | Hwang Sun-woo ( Corea del Sud)                          |
| Doha 2024          | Hwang Sun-woo ( Corea del Sud)    | Danas Rapšys ( Lituania)                 | Luke Hobson ( Stati Uniti)                              |
| Singapore 2025     | David Popovici ( Romania)         | Luke Hobson ( Stati Uniti)               | Tatsuya Murasa ( Giappone)                              |

- Atleta più premiato: Michael Phelps ( Stati Uniti)
- Record della competizione: 1'42"00 (Paul Biedermann  Germania, Roma 2009)[1]
- Nazione più medagliata:  Stati Uniti (6 , 9 , 3 )

### 400 metri
| Edizione           | Oro                                    | Argento                                | Bronzo                          |
| ------------------ | -------------------------------------- | -------------------------------------- | ------------------------------- |
| Belgrado 1973      | Rick DeMont ( Stati Uniti)             | Brad Cooper ( Australia)               | Bengt Gingsjö ( Svezia)         |
| Cali 1975          | Tim Shaw ( Stati Uniti)                | Bruce Furniss ( Stati Uniti)           | Frank Pfütze ( Germania Est)    |
| Berlino Ovest 1978 | Vladimir Sal'nikov ( Unione Sovietica) | Jeff Float ( Stati Uniti)              | Bill Forrester ( Stati Uniti)   |
| Guayaquil 1982     | Vladimir Sal'nikov ( Unione Sovietica) | Svjatoslav Semёnov ( Unione Sovietica) | Sven Lodziewski ( Germania Est) |
| Madrid 1986        | Rainer Henkel ( Germania Ovest)        | Uwe Daßler ( Germania Est)             | Daniel Jorgensen ( Stati Uniti) |
| Perth 1991         | Jörg Hoffmann ( Germania)              | Stefan Pfeiffer ( Germania)            | Artur Wojdat ( Polonia)         |
| Roma 1994          | Kieren Perkins ( Australia)            | Antti Kasvio ( Finlandia)              | Danyon Loader ( Nuova Zelanda)  |
| Perth 1998         | Ian Thorpe ( Australia)                | Grant Hackett ( Australia)             | Paul Palmer ( Regno Unito)      |
| Fukuoka 2001       | Ian Thorpe ( Australia)                | Grant Hackett ( Australia)             | Emiliano Brembilla ( Italia)    |
| Barcellona 2003    | Ian Thorpe ( Australia)                | Grant Hackett ( Australia)             | Igor Chervynskyi ( Ucraina)     |
| Montreal 2005      | Grant Hackett ( Australia)             | Jurij Prilukov ( Russia)               | Oussama Mellouli ( Tunisia)     |
| Melbourne 2007     | Tae Hwan Park ( Corea del Sud)         | Grant Hackett ( Australia)             | Jurij Prilukov ( Russia)        |
| Roma 2009          | Paul Biedermann ( Germania)            | Oussama Mellouli ( Tunisia)            | Lin Zhang ( Cina)               |
| Shanghai 2011      | Tae Hwan Park ( Corea del Sud)         | Sun Yang ( Cina)                       | Paul Biedermann ( Germania)     |
| Barcellona 2013    | Sun Yang ( Cina)                       | Kōsuke Hagino ( Giappone)              | Connor Jaeger ( Stati Uniti)    |
| Kazan 2015         | Sun Yang ( Cina)                       | James Guy ( Regno Unito)               | Ryan Cochrane ( Canada)         |
| Budapest 2017      | Sun Yang ( Cina)                       | Mack Horton ( Australia)               | Gabriele Detti ( Italia)        |
| Gwangju 2019       | Sun Yang ( Cina)                       | Mack Horton ( Australia)               | Gabriele Detti ( Italia)        |
| Budapest 2022      | Elijah Winnington ( Australia)         | Lukas Märtens ( Germania)              | Guilherme Da Costa ( Brasile)   |
| Fukuoka 2023       | Samuel Short ( Australia)              | Ahmed Hafnaoui ( Tunisia)              | Lukas Märtens ( Germania)       |
| Doha 2024          | Kim Woo-min ( Corea del Sud)           | Elijah Winnington ( Australia)         | Lukas Märtens ( Germania)       |
| Singapore 2025     | Lukas Märtens ( Germania)              | Samuel Short ( Australia)              | Kim Woo-min ( Corea del Sud)    |

- Atleta più premiato: Sun Yang ( Cina)
- Nazione più medagliata:  Australia (7 , 8 , 1 )

### 800 metri
| Edizione        | Oro                            | Argento                         | Bronzo                         |
| --------------- | ------------------------------ | ------------------------------- | ------------------------------ |
| Fukuoka 2001    | Ian Thorpe ( Australia)        | Grant Hackett ( Australia)      | Graeme Smith ( Regno Unito)    |
| Barcellona 2003 | Grant Hackett ( Australia)     | Larsen Jensen ( Stati Uniti)    | Igor Chervynskyi ( Ucraina)    |
| Montreal 2005   | Grant Hackett ( Australia)     | Larsen Jensen ( Stati Uniti)    | Jurij Prilukov ( Russia)       |
| Melbourne 2007  | Przemysław Stańczyk ( Polonia) | Craig Stevens ( Australia)      | Federico Colbertaldo ( Italia) |
| Roma 2009       | Zhang Lin ( Cina)              | Oussama Mellouli ( Tunisia)     | Ryan Cochrane ( Canada)        |
| Shanghai 2011   | Sun Yang ( Cina)               | Ryan Cochrane ( Canada)         | Gergő Kis ( Ungheria)          |
| Barcellona 2013 | Sun Yang ( Cina)               | Michael McBroom ( Stati Uniti)  | Ryan Cochrane ( Canada)        |
| Kazan 2015      | Sun Yang ( Cina)               | Gregorio Paltrinieri ( Italia)  | Mack Horton ( Australia)       |
| Budapest 2017   | Gabriele Detti ( Italia)       | Wojciech Wojdak ( Polonia)      | Gregorio Paltrinieri ( Italia) |
| Gwangju 2019    | Gregorio Paltrinieri ( Italia) | Henrik Christiansen ( Norvegia) | David Aubry ( Francia)         |
| Budapest 2022   | Robert Finke ( Stati Uniti)    | Florian Wellbrock ( Germania)   | Mychajlo Romančuk ( Ucraina)   |
| Fukuoka 2023    | Ahmed Hafnaoui ( Tunisia)      | Samuel Short ( Gran Bretagna)   | Robert Finke ( Stati Uniti)    |
| Doha 2024       | Daniel Wiffen ( Irlanda)       | Florian Wellbrock ( Germania)   | David Aubry ( Francia)         |
| Singapore 2025  | Ahmed Jaouadi ( Tunisia)       | Sven Schwarz ( Germania)        | Lukas Märtens ( Germania)      |

- Atleta più premiato: Sun Yang ( Cina)
- Nazione più medagliata:  Cina: (4 , 0 , 0 )

### 1500 metri
| Edizione           | Oro                                    | Argento                                | Bronzo                          |
| ------------------ | -------------------------------------- | -------------------------------------- | ------------------------------- |
| Belgrado 1973      | Stephen Holland ( Australia)           | Rick DeMont ( Stati Uniti              | Brad Cooper ( Australia)        |
| Cali 1975          | Tim Shaw ( Stati Uniti)                | Brian Goodell ( Stati Uniti)           | David Parker ( Regno Unito)     |
| Berlino Ovest 1978 | Vladimir Sal'nikov ( Unione Sovietica) | Borut Petric ( Jugoslavia)             | Bobby Hackett ( Stati Uniti)    |
| Guayaquil 1982     | Vladimir Sal'nikov ( Unione Sovietica) | Svjatoslav Semёnov ( Unione Sovietica) | Darjan Petric ( Jugoslavia)     |
| Madrid 1986        | Rainer Henkel ( Germania Ovest)        | Stefano Battistelli ( Italia)          | Daniel Jorgensen ( Stati Uniti) |
| Perth 1991         | Jörg Hoffmann ( Germania)              | Kieren Perkins ( Australia)            | Stefan Pfeiffer ( Germania)     |
| Roma 1994          | Kieren Perkins ( Australia)            | Daniel Kowalski ( Australia)           | Steffen Zesner ( Germania)      |
| Perth 1998         | Grant Hackett ( Australia)             | Emiliano Brembilla ( Italia)           | Daniel Kowalski ( Australia)    |
| Fukuoka 2001       | Grant Hackett ( Australia)             | Graeme Smith ( Regno Unito)            | Aleksej Filipec ( Russia)       |
| Barcellona 2003    | Grant Hackett ( Australia)             | Igor Chervynskyi ( Ucraina)            | Erik Vendt ( Stati Uniti)       |
| Montreal 2005      | Grant Hackett ( Australia)             | Larsen Jensen ( Stati Uniti)           | David Davies ( Regno Unito)     |
| Melbourne 2007     | Mateusz Sawrymowicz ( Polonia)         | Jurij Prilukov ( Russia)               | David Davies ( Regno Unito)     |
| Roma 2009          | Oussama Mellouli ( Tunisia)            | Ryan Cochrane ( Canada)                | Sun Yang ( Cina)                |
| Shanghai 2011      | Sun Yang ( Cina)                       | Ryan Cochrane ( Canada)                | Gergő Kis ( Ungheria)           |
| Barcellona 2013    | Sun Yang ( Cina)                       | Ryan Cochrane ( Canada)                | Gregorio Paltrinieri ( Italia)  |
| Kazan 2015         | Gregorio Paltrinieri ( Italia)         | Connor Jaeger ( Stati Uniti)           | Ryan Cochrane ( Canada)         |
| Budapest 2017      | Gregorio Paltrinieri ( Italia)         | Mychajlo Romančuk ( Ucraina)           | Mack Horton ( Australia)        |
| Gwangju 2019       | Florian Wellbrock ( Germania)          | Mychajlo Romančuk ( Ucraina)           | Gregorio Paltrinieri ( Italia)  |
| Budapest 2022      | Gregorio Paltrinieri ( Italia)         | Robert Finke ( Stati Uniti)            | Florian Wellbrock ( Germania)   |
| Fukuoka 2023       | Ahmed Hafnaoui ( Tunisia)              | Robert Finke ( Stati Uniti)            | Samuel Short ( Australia)       |

- Atleta più premiato: Grant Hackett ( Australia)
- Nazione più medagliata:  Australia (6 , 2 , 3 )

## Podi femminili

### 50 metri
| Edizione        | Oro                                | Argento                                                    | Bronzo                              |
| --------------- | ---------------------------------- | ---------------------------------------------------------- | ----------------------------------- |
| Madrid 1986     | Tamara Costache ( Romania)         | Kristin Otto ( Germania Est)                               | Marie-Thérèse Armentero ( Svizzera) |
| Perth 1991      | Yong Zhuang ( Cina)                | Leigh Fetter ( Stati Uniti) Catherine Plewinski ( Francia) |                                     |
| Roma 1994       | Jingyi Le ( Cina)                  | Natal'ja Meščerjakova ( Russia)                            | Amy van Dyken ( Stati Uniti)        |
| Perth 1998      | Amy van Dyken ( Stati Uniti)       | Sandra Völker ( Germania)                                  | Ying Shang ( Cina)                  |
| Fukuoka 2001    | Inge de Bruijn ( Paesi Bassi)      | Therese Alshammar ( Svezia)                                | Sandra Völker ( Germania)           |
| Barcellona 2003 | Inge de Bruijn ( Paesi Bassi)      | Alice Mills ( Australia)                                   | Lisbeth Lenton ( Australia)         |
| Montreal 2005   | Lisbeth Lenton ( Australia)        | Marleen Veldhuis ( Paesi Bassi)                            | Zhu Yingwen ( Cina)                 |
| Melbourne 2007  | Lisbeth Lenton ( Australia)        | Therese Alshammar ( Svezia)                                | Marleen Veldhuis ( Paesi Bassi)     |
| Roma 2009       | Britta Steffen ( Germania)         | Therese Alshammar ( Svezia)                                | Cate Campbell ( Australia)          |
| Shanghai 2011   | Therese Alshammar ( Svezia)        | Ranomi Kromowidjojo ( Paesi Bassi)                         | Marleen Veldhuis ( Paesi Bassi)     |
| Barcellona 2013 | Ranomi Kromowidjojo ( Paesi Bassi) | Cate Campbell ( Australia)                                 | Francesca Halsall ( Regno Unito)    |
| Kazan 2015      | Bronte Campbell ( Australia)       | Ranomi Kromowidjojo ( Paesi Bassi)                         | Sarah Sjöström ( Svezia)            |
| Budapest 2017   | Sarah Sjöström ( Svezia)           | Ranomi Kromowidjojo ( Paesi Bassi)                         | Simone Manuel ( Stati Uniti)        |
| Gwangju 2019    | Simone Manuel ( Stati Uniti)       | Sarah Sjöström ( Svezia)                                   | Cate Campbell ( Australia)          |
| Budapest 2022   | Sarah Sjöström ( Svezia)           | Katarzyna Wasick ( Polonia)                                | Meg Harris ( Australia)             |
| Fukuoka 2023    | Sarah Sjöström ( Svezia)           | Shayna Jack ( Australia)                                   | Zhang Yufei ( Cina)                 |

- Atleta più premiato: Sarah Sjöström ( Svezia)
- Record della competizione: 23"67 (Sarah Sjöström  Svezia, Budapest 2017)
- Nazione più medagliata:  Svezia (4 , 4 , 1 )

### 100 metri
| Edizione           | Oro                                                                  | Argento                                                        | Bronzo                             |
| ------------------ | -------------------------------------------------------------------- | -------------------------------------------------------------- | ---------------------------------- |
| Belgrado 1973      | Kornelia Ender ( Germania Est)                                       | Shirley Babashoff ( Stati Uniti) Enith Brigitha ( Paesi Bassi) | -                                  |
| Cali 1975          | Kornelia Ender ( Germania Est)                                       | Shirley Babashoff ( Stati Uniti)                               | Enith Brigitha ( Paesi Bassi)      |
| Berlino Ovest 1978 | Barbara Krause ( Germania Est)                                       | Lene Jenssen ( Norvegia)                                       | Larisa Carëva ( Unione Sovietica)  |
| Guayaquil 1982     | Birgit Meineke ( Germania Est)                                       | Annemarie Verstappen ( Paesi Bassi)                            | Jill Sterkel ( Stati Uniti)        |
| Madrid 1986        | Kristin Otto ( Germania Est)                                         | Jenna Johnson ( Stati Uniti)                                   | Conny van Bentum ( Paesi Bassi)    |
| Perth 1991         | Nicole Haislett ( Stati Uniti)                                       | Catherine Plewinski ( Francia)                                 | Yong Zhuang ( Cina)                |
| Roma 1994          | Jingyi Le ( Cina)                                                    | Lü Bin ( Cina)                                                 | Franziska van Almsick ( Germania)  |
| Perth 1998         | Jenny Thompson ( Stati Uniti)                                        | Martina Moravcová ( Slovacchia)                                | Ying Shan ( Cina)                  |
| Fukuoka 2001       | Inge de Bruijn ( Paesi Bassi)                                        | Katrin Meißner ( Germania)                                     | Sandra Völker ( Germania)          |
| Barcellona 2003    | Hanna-Maria Seppälä ( Finlandia)                                     | Jodie Henry ( Australia)                                       | Jenny Thompson ( Stati Uniti)      |
| Montreal 2005      | Jodie Henry ( Australia)                                             | Malia Metella ( Francia) Natalie Coughlin ( Stati Uniti)       |                                    |
| Melbourne 2007     | Lisbeth Lenton ( Australia)                                          | Marleen Veldhuis ( Paesi Bassi)                                | Britta Steffen ( Germania)         |
| Roma 2009          | Britta Steffen ( Germania)                                           | Francesca Halsall ( Regno Unito)                               | Lisbeth Trickett ( Australia)      |
| Shanghai 2011      | Jeanette Ottesen ( Danimarca) Aljaksandra Herasimenja ( Bielorussia) |                                                                | Ranomi Kromowidjojo ( Paesi Bassi) |
| Barcellona 2013    | Cate Campbell ( Australia)                                           | Sarah Sjöström ( Svezia)                                       | Ranomi Kromowidjojo ( Paesi Bassi) |
| Kazan 2015         | Bronte Campbell ( Australia)                                         | Sarah Sjöström ( Svezia)                                       | Cate Campbell ( Australia)         |
| Budapest 2017      | Simone Manuel ( Stati Uniti)                                         | Sarah Sjöström ( Svezia)                                       | Pernille Blume ( Danimarca)        |
| Gwangju 2019       | Simone Manuel ( Stati Uniti)                                         | Cate Campbell ( Australia)                                     | Sarah Sjöström ( Svezia)           |
| Budapest 2022      | Mollie O'Callaghan ( Australia)                                      | Sarah Sjöström ( Svezia)                                       | Torri Huske ( Stati Uniti)         |
| Fukuoka 2023       | Mollie O'Callaghan ( Australia)                                      | Siobhán Haughey ( Hong Kong)                                   | Marrit Steenbergen ( Paesi Bassi)  |
| Doha 2024          | Marrit Steenbergen ( Paesi Bassi)                                    | Siobhán Haughey ( Hong Kong)                                   | Shayna Jack ( Australia)           |
| Singapore 2025     | Marrit Steenbergen ( Paesi Bassi)                                    | Mollie O'Callaghan ( Australia)                                | Torri Huske ( Stati Uniti)         |

- Atleta più premiata: Mollie O'Callaghan ( Australia)
- Nazione più medagliata:  Australia: (6 , 3 , 3 )

### 200 metri
| Edizione           | Oro                                 | Argento                                               | Bronzo                                     |
| ------------------ | ----------------------------------- | ----------------------------------------------------- | ------------------------------------------ |
| Belgrado 1973      | Keena Rothhammer ( Stati Uniti)     | Shirley Babashoff ( Stati Uniti)                      | Andrea Eife ( Germania Est)                |
| Cali 1975          | Shirley Babashoff ( Stati Uniti)    | Kornelia Ender ( Germania Est)                        | Enith Brigitha ( Paesi Bassi)              |
| Berlino Ovest 1978 | Cynthia Woodhead ( Stati Uniti)     | Barbara Krause ( Germania Est)                        | Larisa Carëva ( Unione Sovietica)          |
| Guayaquil 1982     | Annemarie Verstappen ( Paesi Bassi) | Birgit Meineke ( Germania Est)                        | Annelies Maas ( Paesi Bassi)               |
| Madrid 1986        | Heike Friedrich ( Germania Est)     | Manuela Stellmach ( Germania Est)                     | Mary T. Meagher ( Stati Uniti)             |
| Perth 1991         | Hayley Lewis ( Australia)           | Janet Evans ( Stati Uniti)                            | Mette Jacobsen ( Danimarca)                |
| Roma 1994          | Franziska van Almsick ( Germania)   | Lü Bin ( Cina)                                        | Claudia Poll ( Costa Rica)                 |
| Perth 1998         | Claudia Poll ( Costa Rica)          | Martina Moravcová ( Slovacchia)                       | Julia Greville ( Australia)                |
| Fukuoka 2001       | Giaan Rooney ( Australia)           | Yang Yu ( Cina)                                       | Camelia Potec ( Romania)                   |
| Barcellona 2003    | Alena Popčanka ( Bielorussia)       | Martina Moravcová ( Slovacchia)                       | Yang Yu ( Cina)                            |
| Montreal 2005      | Solenne Figuès ( Francia)           | Federica Pellegrini ( Italia)                         | Yang Yu ( Cina) Josefin Lillhage ( Svezia) |
| Melbourne 2007     | Laure Manaudou ( Francia)           | Annika Lurz ( Germania)                               | Federica Pellegrini ( Italia)              |
| Roma 2009          | Federica Pellegrini ( Italia)       | Allison Schmitt ( Stati Uniti)                        | Dana Vollmer ( Stati Uniti)                |
| Shanghai 2011      | Federica Pellegrini ( Italia)       | Kylie Palmer ( Australia)                             | Camille Muffat ( Francia)                  |
| Barcellona 2013    | Missy Franklin ( Stati Uniti)       | Federica Pellegrini ( Italia)                         | Camille Muffat ( Francia)                  |
| Kazan 2015         | Katie Ledecky ( Stati Uniti)        | Federica Pellegrini ( Italia)                         | Missy Franklin ( Stati Uniti)              |
| Budapest 2017      | Federica Pellegrini ( Italia)       | Katie Ledecky ( Stati Uniti) Emma McKeon ( Australia) |                                            |
| Gwangju 2019       | Federica Pellegrini ( Italia)       | Ariarne Titmus ( Australia)                           | Sarah Sjöström ( Svezia)                   |
| Budapest 2022      | Yang Junxuan ( Cina)                | Mollie O'Callaghan ( Australia)                       | Tang Muhan ( Cina)                         |
| Fukuoka 2023       | Mollie O'Callaghan ( Australia)     | Ariarne Titmus ( Australia)                           | Summer McIntosh ( Canada)                  |
| Doha 2024          | Siobhán Haughey ( Hong Kong)        | Erika Fairweather ( Nuova Zelanda)                    | Brianna Throssell ( Australia)             |
| Singapore 2025     | Mollie O'Callaghan ( Australia)     | Li Bingjie ( Cina)                                    | Claire Weinstein ( Stati Uniti)            |

- Atleta più premiata: Federica Pellegrini ( Italia)
- Nazione più medagliata:  Stati Uniti (5 , 3  4 )

### 400 metri
| Edizione           | Oro                                | Argento                              | Bronzo                             |
| ------------------ | ---------------------------------- | ------------------------------------ | ---------------------------------- |
| Belgrado 1973      | Heather Greenwood ( Stati Uniti)   | Keena Rothhammer ( Stati Uniti)      | Novella Calligaris ( Italia)       |
| Cali 1975          | Shirley Babashoff ( Stati Uniti)   | Jenny Turrall ( Australia)           | Kathy Heddy ( Stati Uniti)         |
| Berlino Ovest 1978 | Tracey Wickham ( Australia)        | Cynthia Woodhead ( Stati Uniti)      | Kim Linehan ( Stati Uniti)         |
| Guayaquil 1982     | Carmela Schmidt ( Germania Est)    | Petra Schneider ( Germania Est)      | Tiffany Cohen ( Stati Uniti)       |
| Madrid 1986        | Heike Friedrich ( Germania Est)    | Astrid Strauß ( Germania Est)        | Sarah Hardcastle ( Regno Unito)    |
| Perth 1991         | Janet Evans ( Stati Uniti)         | Hayley Lewis ( Australia)            | Suzu Chiba ( Giappone)             |
| Roma 1994          | Wenyi Yang ( Cina)                 | Cristina Teuscher ( Stati Uniti)     | Claudia Poll ( Costa Rica)         |
| Perth 1998         | Yan Chen ( Cina)                   | Brooke Bennett ( Stati Uniti)        | Dagmar Hase ( Germania)            |
| Fukuoka 2001       | Yana Klochkova ( Ucraina)          | Claudia Poll ( Costa Rica)           | Hannah Stockbauer ( Germania)      |
| Barcellona 2003    | Hannah Stockbauer ( Germania)      | Éva Risztov ( Ungheria)              | Diana Munz ( Stati Uniti)          |
| Montreal 2005      | Laure Manaudou ( Francia)          | Ai Shibata ( Giappone)               | Caitlin McClatchey ( Regno Unito)  |
| Melbourne 2007     | Laure Manaudou ( Francia)          | Otylia Jędrzejczak ( Polonia)        | Ai Shibata ( Giappone)             |
| Roma 2009          | Federica Pellegrini ( Italia)      | Joanne Jackson ( Regno Unito)        | Rebecca Adlington ( Regno Unito)   |
| Shanghai 2011      | Federica Pellegrini ( Italia)      | Rebecca Adlington ( Regno Unito)     | Camille Muffat ( Francia)          |
| Barcellona 2013    | Katie Ledecky ( Stati Uniti)       | Melania Costa-Schmid ( Spagna)       | Lauren Boyle ( Nuova Zelanda)      |
| Kazan 2015         | Katie Ledecky ( Stati Uniti)       | Sharon van Rouwendaal ( Paesi Bassi) | Jessica Ashwood ( Australia)       |
| Budapest 2017      | Katie Ledecky ( Stati Uniti)       | Leah Smith ( Stati Uniti)            | Li Bingjie ( Cina)                 |
| Gwangju 2019       | Ariarne Titmus ( Australia)        | Katie Ledecky ( Stati Uniti)         | Leah Smith ( Stati Uniti)          |
| Budapest 2022      | Katie Ledecky ( Stati Uniti)       | Summer McIntosh ( Canada)            | Leah Smith ( Stati Uniti)          |
| Fukuoka 2023       | Ariarne Titmus ( Australia)        | Katie Ledecky ( Stati Uniti)         | Erika Fairweather ( Nuova Zelanda) |
| Doha 2024          | Erika Fairweather ( Nuova Zelanda) | Li Bingjie ( Australia)              | Isabel Marie Gose ( Germania)      |
| Singapore 2025     | Summer McIntosh ( Canada)          | Li Bingjie ( Australia)              | Katie Ledecky ( Stati Uniti)       |

- Atleta più premiata: Katie Ledecky ( Stati Uniti)
- Nazione più medagliata:  Stati Uniti (7 , 7 , 7 )

### 800 metri
| Edizione           | Oro                              | Argento                          | Bronzo                           |
| ------------------ | -------------------------------- | -------------------------------- | -------------------------------- |
| Belgrado 1973      | Novella Calligaris ( Italia)     | Jo Harshbarger ( Stati Uniti)    | Gudrun Wegner ( Germania Est)    |
| Cali 1975          | Jenny Turrall ( Australia)       | Heather Greenwood ( Stati Uniti) | Shirley Babashoff ( Stati Uniti) |
| Berlino Ovest 1978 | Tracey Wickham ( Australia)      | Cynthia Woodhead ( Stati Uniti)  | Kim Linehan ( Stati Uniti)       |
| Guayaquil 1982     | Kimberley Linehan ( Stati Uniti) | Kackie Willmot ( Regno Unito)    | Carmela Schmidt ( Germania Est)  |
| Madrid 1986        | Astrid Strauß ( Germania Est)    | Katja Hartmann ( Germania Est)   | Deborah Babashoff ( Stati Uniti) |
| Perth 1991         | Janet Evans ( Stati Uniti)       | Grit Mueller ( Germania)         | Jana Henke ( Germania)           |
| Roma 1994          | Janet Evans ( Stati Uniti)       | Hayley Lewis ( Australia)        | Brooke Bennett ( Stati Uniti)    |
| Perth 1998         | Brooke Bennett ( Stati Uniti)    | Diana Munz ( Stati Uniti)        | Kirsten Vlieghuis ( Paesi Bassi) |
| Fukuoka 2001       | Hannah Stockbauer ( Germania)    | Diana Munz ( Stati Uniti)        | Kaitlin Sandeno ( Stati Uniti)   |
| Barcellona 2003    | Hannah Stockbauer ( Germania)    | Diana Munz ( Stati Uniti)        | Rebecca Cooke ( Regno Unito)     |
| Montreal 2005      | Kate Ziegler ( Stati Uniti)      | Brittany Reimer ( Canada)        | Ai Shibata ( Giappone)           |
| Melbourne 2007     | Kate Ziegler ( Stati Uniti)      | Laure Manaudou ( Francia)        | Hayley Peirsol ( Stati Uniti)    |
| Roma 2009          | Lotte Friis ( Danimarca)         | Joanne Jackson ( Regno Unito)    | Alessia Filippi ( Italia)        |
| Shanghai 2011      | Rebecca Adlington ( Regno Unito) | Lotte Friis ( Danimarca)         | Kate Ziegler ( Stati Uniti)      |
| Barcellona 2013    | Katie Ledecky ( Stati Uniti)     | Lotte Friis ( Danimarca)         | Lauren Boyle ( Nuova Zelanda)    |
| Kazan 2015         | Katie Ledecky ( Stati Uniti)     | Lauren Boyle ( Nuova Zelanda)    | Jazmin Carlin ( Regno Unito)     |
| Budapest 2017      | Katie Ledecky ( Stati Uniti)     | Li Bingjie ( Cina)               | Leah Smith ( Stati Uniti)        |
| Gwangju 2019       | Katie Ledecky ( Stati Uniti)     | Simona Quadarella ( Italia)      | Ariarne Titmus ( Australia)      |
| Budapest 2022      | Katie Ledecky ( Stati Uniti)     | Kiah Melverton ( Australia)      | Simona Quadarella ( Italia)      |
| Gwangju 2023       | Katie Ledecky ( Stati Uniti)     | Li Bingjie ( Cina)               | Ariarne Titmus ( Australia)      |

- Atleta più premiato: Katie Ledecky ( Stati Uniti)
- Nazione più medagliata:  Stati Uniti (12 , 6 , 8 )

### 1500 metri
| Edizione        | Oro                           | Argento                          | Bronzo                        |
| --------------- | ----------------------------- | -------------------------------- | ----------------------------- |
| Fukuoka 2001    | Hannah Stockbauer ( Germania) | Flavia Rigamonti ( Svizzera)     | Diana Munz ( Stati Uniti)     |
| Barcellona 2003 | Hannah Stockbauer ( Germania) | Hayley Peirsol ( Stati Uniti)    | Jana Henke ( Germania)        |
| Montreal 2005   | Kate Ziegler ( Stati Uniti)   | Flavia Rigamonti ( Svizzera)     | Brittany Reimer ( Canada)     |
| Melbourne 2007  | Kate Ziegler ( Stati Uniti)   | Flavia Rigamonti ( Svizzera)     | Ai Shibata ( Giappone)        |
| Roma 2009       | Alessia Filippi ( Italia)     | Lotte Friis ( Danimarca)         | Camelia Potec ( Romania)      |
| Shanghai 2011   | Lotte Friis ( Danimarca)      | Kate Ziegler ( Stati Uniti)      | Xuanxu Li ( Cina)             |
| Barcellona 2013 | Katie Ledecky ( Stati Uniti)  | Lotte Friis ( Danimarca)         | Lauren Boyle ( Nuova Zelanda) |
| Kazan 2015      | Katie Ledecky ( Stati Uniti)  | Lauren Boyle ( Nuova Zelanda)    | Boglárka Kapás ( Ungheria)    |
| Budapest 2017   | Katie Ledecky ( Stati Uniti)  | Mireia Belmonte García ( Spagna) | Simona Quadarella ( Italia)   |
| Gwangju 2019    | Simona Quadarella ( Italia)   | Sarah Köhler ( Germania)         | Wang Jianjiahe ( Cina)        |
| Budapest 2022   | Katie Ledecky ( Stati Uniti)  | Katie Grimes ( Stati Uniti)      | Lani Pallister ( Australia)   |
| Fukuoka 2023    | Katie Ledecky ( Stati Uniti)  | Simona Quadarella ( Italia)      | Li Bingjie ( Cina)            |
| Doha 2024       | Simona Quadarella ( Italia)   | Li Bingjie ( Cina)               | Isabel Marie Gose ( Germania) |
| Singapore 2025  | Katie Ledecky ( Stati Uniti)  | Simona Quadarella ( Italia)      | Lani Pallister ( Australia)   |

- Atleta più premiata: Katie Ledecky ( Stati Uniti)
- Nazione più medagliata:  Stati Uniti: 8 (, 3 , 1 )